# Ombyte av tåg (roman)
Ombyte av tåg är en roman av Walter Ljungquist.
Boken vann första pris i en romanpristävlan och utgavs som författarens debutroman 1933. Ombyte av tåg har beskrivits som en av den svenska litteraturens finaste kärleksromaner med dess "poetiska skildring av en kort och vemodig lycka" och en stilkonst som har jämförts med Ernest Hemingways. Den filmatiserades med samma titel 1943 av Hasse Ekman.